# Bernat Puigtobella
Bernat Puigtobella   (Terrassa, 4 de novembre de 1968), nom de ploma de Bernat Puig Tobella, és un editor, escriptor, crític literari i traductor català.

## Biografia
Llicenciat en Filologia Catalana per la Universitat Autònoma de Barcelona, és M. Phil de Literatura comparada a la Universitat Yale. Ha treballat durant una quinzena d'anys en el sector editorial, com a redactor i editor, per a segells com Edicions 62, Empúries, Proa o El Aleph Editores. Entre 2003 i 2005 va ser crític literari d'El País.
Ha traduït diverses obres al català, com Tot se'n va en orris, de Chinua Achebe (2000), o El comediant (2002) i El President (2014), totes dues de Thomas Bernhard. Dugué a terme la compilació Resonancias. Poesía catalana contemporánea (2004) i participà en la traducció de l'obra de Raimon Panikkar Espiritualitat, el camí de la Vida (2012). També fou membre del consell assessor del Teatre Nacional de Catalunya, i ha estrenat obres de teatre, com El dubte de Leonora (2006), Fantasmes de paisà. Una fantasmagoria (2011) i La sopera de Meissen (2011). Ha publicat les novel·les D'unes dones (1990) i Síndrome d'Estocolm (2001).
El 2012 fundà la publicació digital Núvol, mitjà que rebé el Premi LletrA de projectes digitals 2012 i el Premi Pompeu Fabra de comunicació i noves tecnologies 2014. El 2014 guanyà el III Memorial Pere Rodeja, juntament amb la llibretera Fe Fernández, «pel gran creixement del diari digital Núvol –que edita– en tan sols dos anys, que l'han convertit en referent del sector cultural; per la seva tasca de crear debat i anar més enllà de la notícia, i per l'aposta per un canal de comunicació com el digital». Del 2012 al 2018 també va ser director de la revista Barcelona Metrópolis.

## Obra publicada
- D'unes dones (1990)
- Síndrome d'Estocolm (Ed. 62, 2001)
- Fantasmes de paisà (REMA12, 2011) ISBN 978-84-938132-4-6